# Ma (họ)
Ma là một họ của người châu Á. Họ này có ở Việt Nam và Trung Quốc.
Họ Ma bắt nguồn từ ma tộc  hoặc còn gọi Ma vương hoặc Ma Tổ  vị thần tối cao hoặc ma cũng được gọi linh hồn ,họ ma cũng phân biệt với họ mã.

## Việt Nam
Ở Việt Nam, họ Ma có từ thời vua Hùng.

### Họ Ma ở Phú Thọ
Họ Ma ở Phú Thọ có nguồn gốc từ thời vua Hùng. Theo một số truyền thuyết thì họ Ma có ảnh hưởng lớn tới lịch sử dân tộc vào thời Hồng Bàng và thời An Dương Vương. 
Một nhánh nhỏ của họ Ma được nổi tiếng nhờ có ngọc phả ghi lại lịch sử của gia tộc từ thời vua Hùng.
Nhân vật nổi bật
- Ma Văn Kháng- ( Tên khai sinh là Đinh Trọng Đoàn), nhà văn của nền văn học đương đại Việt Nam nửa sau thế kỷ XX người Hà Nội
- Ma Khê, Ma Xuân Trường- Ngọc phả họ Ma Phú Thọ-
- Ma Văn Lả, Thiếu tướng Công an nhân dân Việt Nam, nguyên Giám đốc Công an tỉnh Bắc Kạn
- Ma Quỳnh Châu, nữ diễn viên người Hưng Yên.

## Trung Quốc
Họ Ma (chữ Hán: 麻, Bính âm: Má) tại Trung Quốc, trong danh sách Bách gia tính, được xếp thứ 135.
Nhân vật nổi bật
- Ma Chấn Quân, Trung tướng Không quân Giải Phóng Quân.